# تيموثي هيربرت
تيموثي جيمس هيربرت (بالإنجليزية: Timothy James Herbert)‏ ـ (ولد في مدينة شفيلد الإنجليزية في 11 يوليو 1941) هو جراح عظام إنجليزي متخصص في جراحة اليد. اشتهر بأبحاثه في العظم القاربي وابتكاره محوي هيربرت.
حصل هيربرت على شهادة الطب من مدرسة طب مستشفى سانت بارثولوميو بلندن (1959 ـ 1964)، ثم تلقى تدريبه التخصصي في جراحة العظام بمستشفى سانت جورج بلندن، تحت إشراف ألان غراهام أبلي، ثم التحق بالعمل بوحدة جراحة اليد بمستشفى سانت لوك في مدينة سيدني الأسترالية، وصار رئيسًا لتلك الوحدة. تقاعد هيربرت في الخامسة والخمسين من عمره سنة 1996.